# NGC 2142
NGC 2142 је појединачна звезда у сазвежђу Једнорог која се налази на NGC листи објеката дубоког неба.
Деклинација објекта је - 10° 35' 51" а ректасцензија 6h 1m 50,3s. Привидна величина (магнитуда) објекта NGC 2142 износи 9,4 а фотографска магнитуда 5,0. NGC 2142 је још познат и под ознакама 3 Mon.